# Pilotless Aircraft Research Division
PARD, sigla para Pilotless Aircraft Research Division, (em português Divisão de Pesquisa sobre Aviões Não Tripulados), foi uma divisão da NACA, criada ao final da Segunda Guerra Mundial.

## História
O Centro de pesquisas de Langley, criado pela NACA em 1917, conhecido na época por Langley Memorial Aeronautical Laboratory, assim batizado, em homenagem ao Dr. Samuel P. Langley, foi o primeiro centro de pesquisa aeronáutica civil Norte americano, dedicado ao desenvolvimento da ciência do voo. Localizado em Langley, na Virgínia. Praticamente todos os aspectos do voo foram estudados lá.
A divisão PARD, foi criada pela NACA ao final da Segunda Guerra Mundial, por solicitação dos militares. Apesar de pouco conhecida, foi essa divisão de pesquisa que concebeu e executou os primeiros experimentos com foguetes de sondagem e, claro, com aviões não tripulados nos Estados Unidos.
Mais especificamente, em 1945, o Dr. Robert R. Gilruth recebeu a incumbência de organizar um grupo de pesquisa e construir as facilidades necessárias para conduzir experimentos de voo livre com modelos impulsionados por foguetes para investigar o voo em velocidades transônicas e supersônicas. Foi esta atividade que resultou no desenvolvimento da PARD, que mais tarde evoluiu para o Wallops Island launching site da NASA.
Para implementar esta divisão, o Langley Research Center adquiriu uma base naval fora de uso em Wallops Island, Virginia, e lá alocou o PARD. Em seguida, uma estação de pesquisa de voos em alta velocidade foi estabelecida em Muroc (mais tarde Edwards), California, para uma desenvolver uma série de aviões de pesquisa especiais.

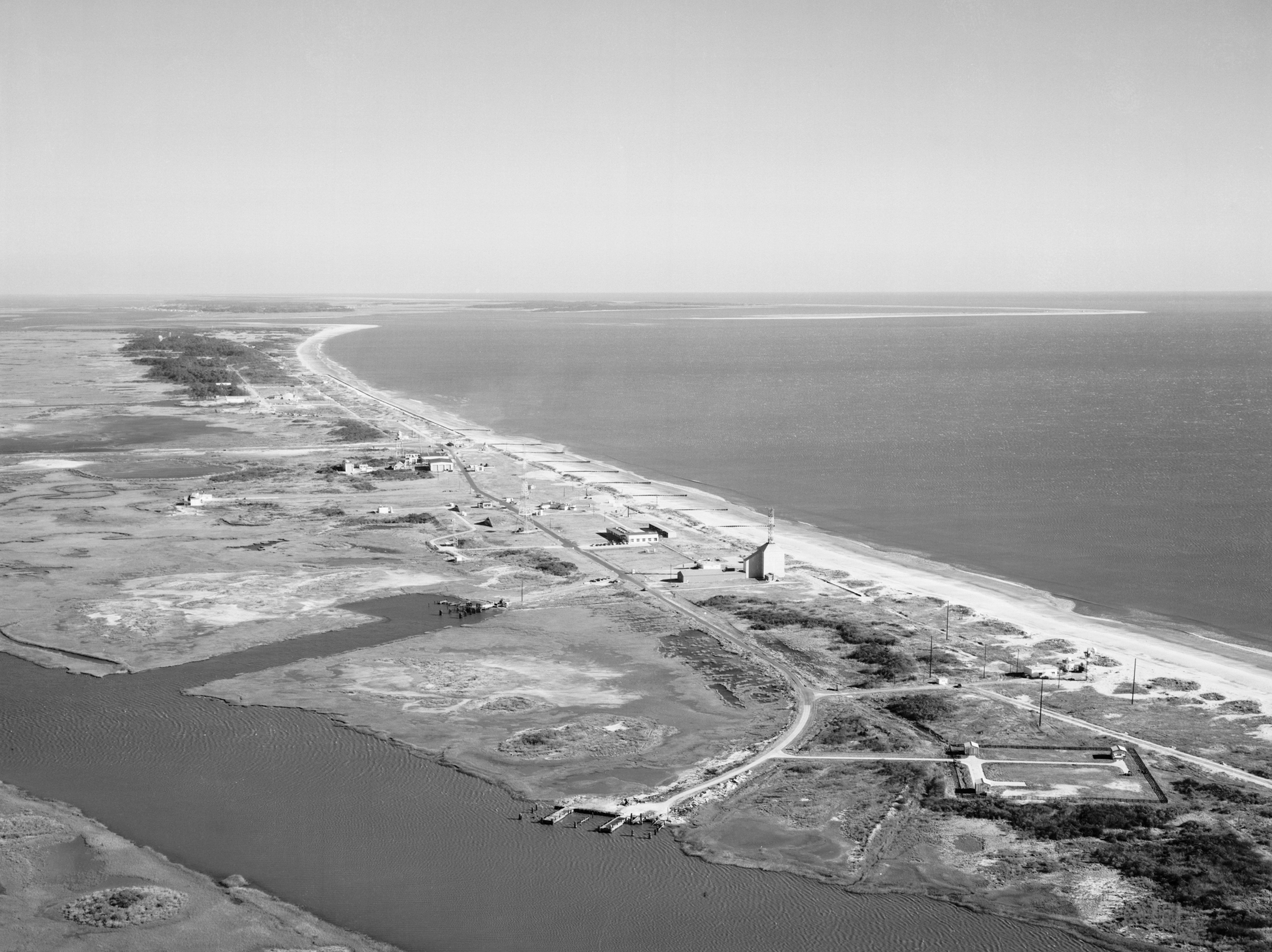
Vista aérea de Wallops Island em 1961.

Em 27 de Junho de 1945, ocorreu o primeiro lançamento de foguete conduzido pela PARD na área de Wallop's Island da NACA.

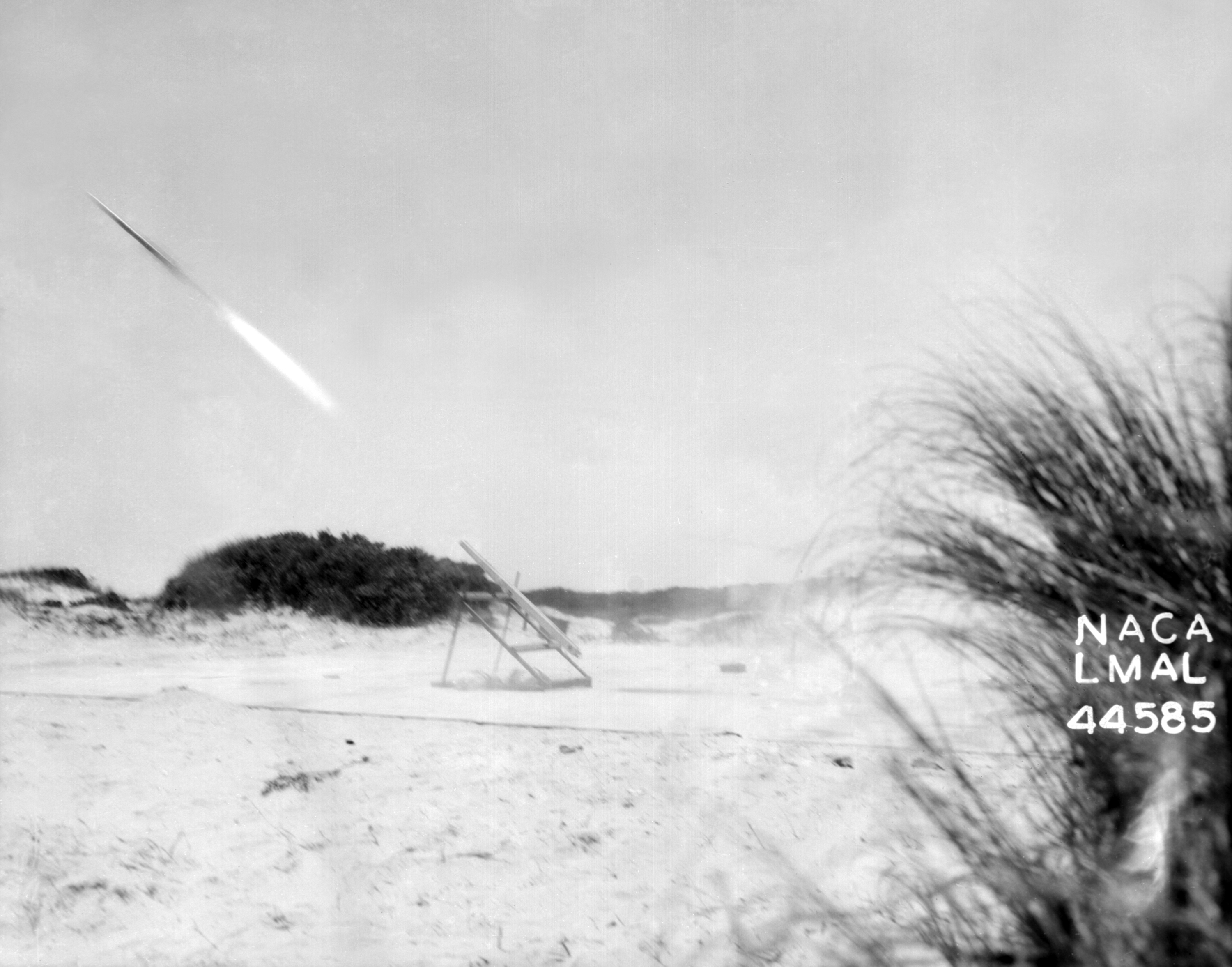
Lançamento do primeiro foguete em Wallops Island em 1945.

Na descrição de Joseph Shortal sobre este lançamento, a se destacar:
| “ | Os objetivos eram: verificar a localização e operação da estação de rastreamento, verificar o uso do radasr Doppler para medição de velocidades de mísseis e ganhar experiência com os foguetes disponíveis. Cinco foguetes de 8 cm (diâmetro) foram disparados num ângulo de 39,4 graus, e mais três em ângulos de 33,7; 29,3 e 21,5 graus respectivamente. Todos disparados numa direção paralela à praia para simular o lançamento do primeiro míssil Tiamat. Quatro dos oito foguetes foram rastreados satisfatóriamente pelo radar SCR-584 localizado na estação de rastreio principal 2 e um sinal forte foi obtido pelo radar Doppler. | ” |

Depois que o Presidente Dwight D. Eisenhower delegou à NASA a responsabilidade sobre o programa espacial tripulado americano em 1958, o primeiro Administrador da NASA, Keith Glennan, delegou a responsabilidade executiva do projeto ao diretor assistente de Langley, Robert Gilruth. Gilruth solicitou então ao pequeno grupo de projetistas e engenheiros do PARD para acelerar seus estudos sobre espaçonaves de formado balístico.
Em Julho de 1958, com a criação da NASA, a PARD, juntamente com o Langley Research Center, e outros campos de lançamento e centros de pesquisa, foram absorvidos por ela. Naquela época, a PARD tornou-se um centro separado, conhecido como: Wallops Station.
Em Novembro de 1958, Gilruth reuniu boa parte dos recursos da antiga PARD para formar o Space Task Group (STG), com o objetivo de gerenciar o Projeto Mercury, a primeira fase do projeto espacial tripulado da NASA.

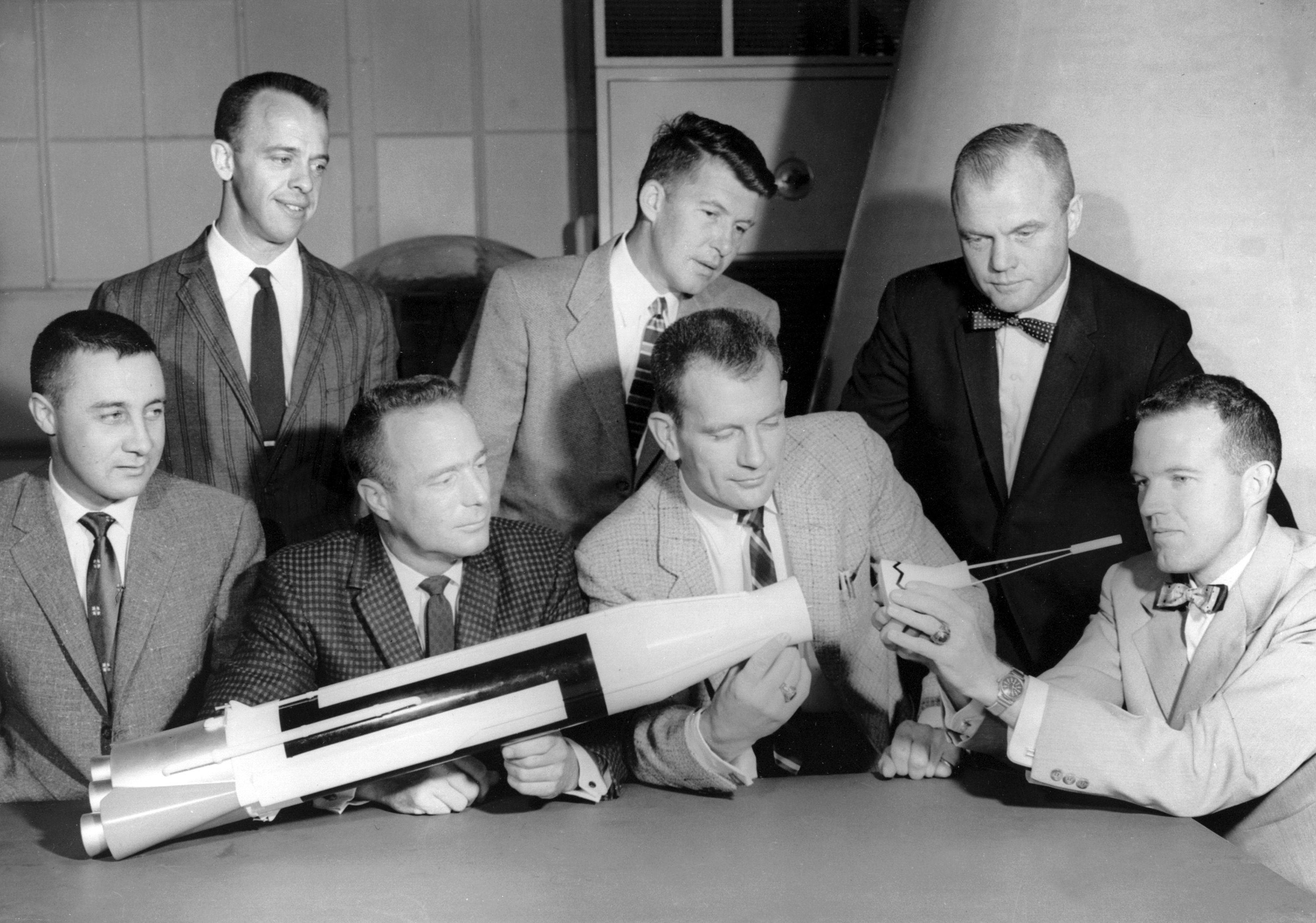
O grupo Mercury Seven posa com um modelo do foguete lançador Atlas, em 12 de Julho de 1962.